# St. Rochus und Sebastian (Breidscheid)

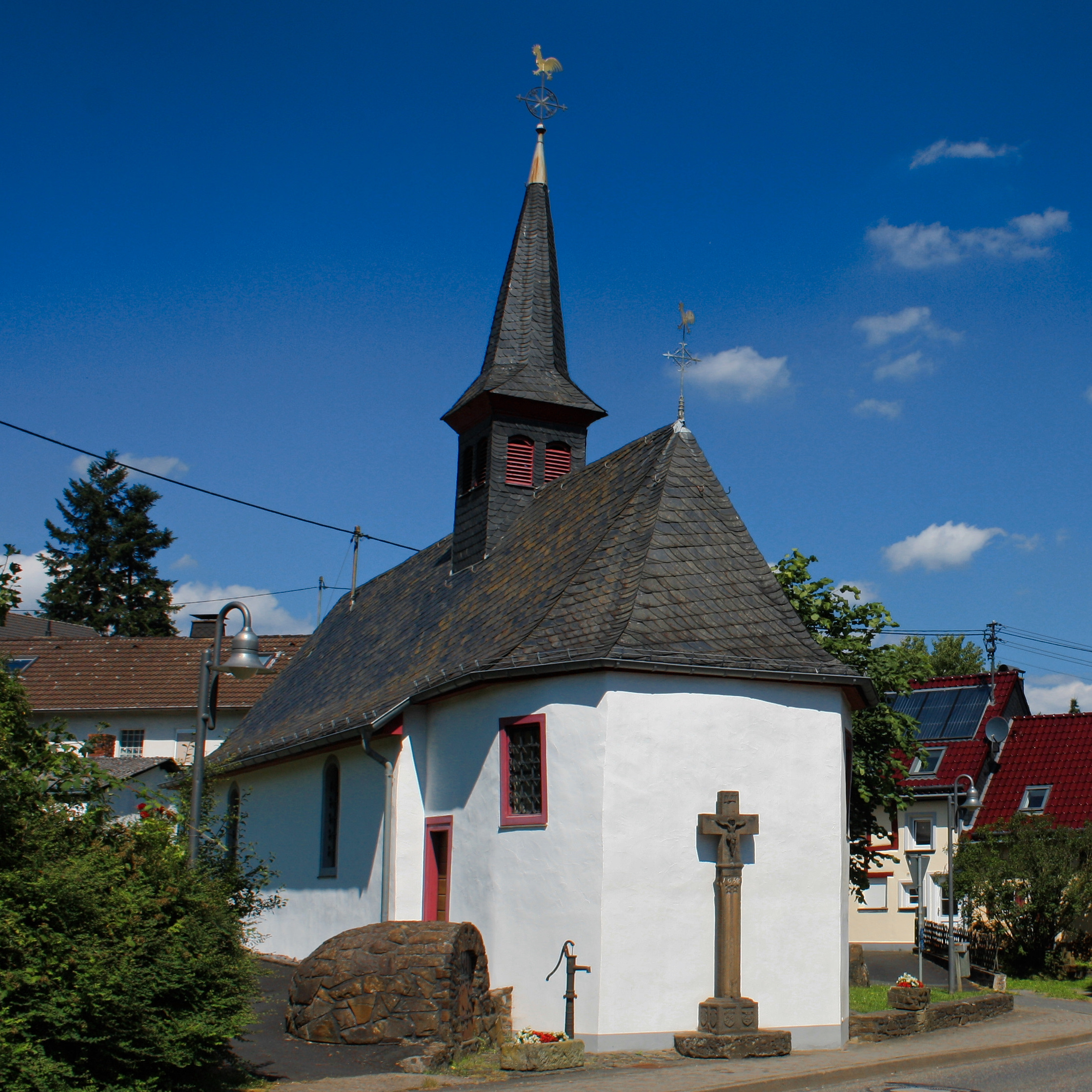
St. Rochus und Sebastian

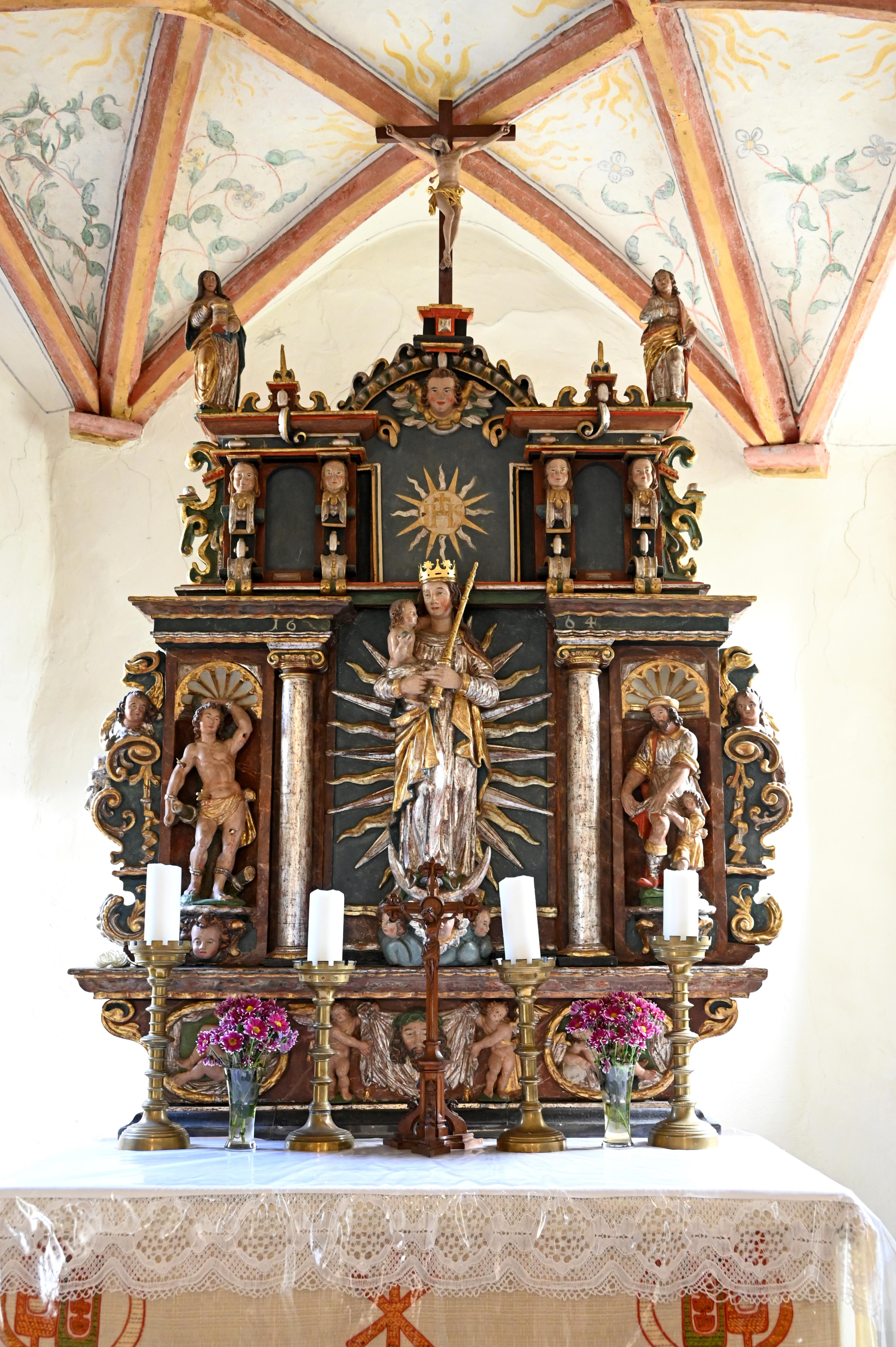
Hochaltar von 1664

St. Rochus und Sebastian, kurz Rochus-Kapelle ist eine katholische Kapelle in  Breidscheid im Landkreis Ahrweiler. Sie steht unter Denkmalschutz. Patrone der Kapelle, die wahrscheinlich im 17. Jahrhundert als Pestkapelle gestiftet wurde, sind die beiden Pestheiligen Rochus von Montpellier und Sebastian.

## Geschichte
Am 6. Januar 1157 wird der Ort Breidscheid in einer Kaiserurkunde von Friedrich I. Barbarossa mit Gottfried von Breidscheid erstmals urkundlich erwähnt. Infolge der Pest von 1628–29 wurde vermutlich 1630 der Eigenkapelle der „Herren von Breidscheid“ ein gestreckter Verputzbau an den dreiseitig geschlossenen Chor angefügt. Der Chor mit dem achtseitigen Helm ist der älteste Teil der Kapelle und stammt vermutlich aus dem frühen 13. Jahrhundert.

## Architektur
Die einschiffige Kapelle ist im Lichten 17,20 m lang (der Chor 4,42 m) und 4,50 m breit (Chor 3,95 m). Das durchgehend steile Satteldach wird von einem  Dachreiter über dem quadratischen Grundriss mit achtseitigem Helm bekrönt. In den Längsseiten öffnen sich zwei Flachbogenfenster, ein rechteckiges im Chorschluss. Die Rundbogentür  im Westen ist mit Pilastern gerahmt und trägt die Jahreszahl 1630. Innen hat das Schiff eine niedrige Flachdecke, während der Chor, der wahrscheinlich aus dem 13. Jahrhundert stammt, mit einem  Gewölbe mit  vielteiligem Rippennetz gedeckt ist.

## Ausstattung
An der Ostwand der Kapelle steht ein Missionskreuz von 1638 aus Basalt. Es ist 2,90 m hoch und der rechteckige Schaft ist mit langen spätgotischen Spitzbögen verziert. Auf dem Kreuzbalken steht „CRUX SS. MISSIONIS“. Auf dem quadratischen, profilierten Sockel befinden sich sechs Hausmarken (Wappen). Über dem Westeingang ist ein Bildstock mit Maria mit dem Kind zu sehen. In früherer Zeit stand darin eine Holzfigur des hl. Matthias aus dem 17. Jahrhundert in volkstümlicher Ausführung.
Der Altar mit überstrichenem Tuffsteinaufsatz wurde um 1630 in Steinmetzarbeit ausgeführt. An ihm befindet sich an der Staffel das Schweißtuch Christi, von Engeln gehalten, darüber zwischen ionischen Säulen eine Figur der Muttergottes auf der Mondsichel und in Seitennischen die beiden Heiligen Sebastian und Rochus. Die Seitenwangen sind mit Knorpelvoluten und Engelsköpfen verziert, der obere Aufsatz besteht aus Holz, bekrönt mit kleiner Kreuzigungsgruppe.
In der Kapelle befinden sich einige Gemälde, darunter zwei Wandgemälde in der Größe 93 × 98 cm aus dem 17. Jahrhundert die Joachim und Anna, das Kind Maria im Tempel und den Tod des hl. Joseph zeigen. Ein Ovalbild des hl. Aloysius in Öl auf Leinwand aus der 1. Hälfte des 17. Jahrhunderts ist 83 cm hoch, 70 cm breit und auf der Rückseite des Bildes ist die Immakulata dargestellt. Die freskierte Decke aus dem 17. Jahrhundert wurde bei der  Renovierung im Jahr 1978 freigelegt und restauriert. Im Chor befinden sich zwei 1,05 m hohe barocke Holzfiguren der Heiligen Sebastian und Rochus. Die Rochusfigur mit einem Hund, das Brot im Maul haltend. Am Eingang der Kapelle stehen rechts zwei barocke Steinfiguren, grau angestrichen, 1,10 m hoch. An der rechten Langseite steht auf einem Sockel eine 33 cm hohe Holzfigur der Muttergottes mit Kind aus dem 17. Jahrhundert.
Im Schiff stehen 20 Kirchenbänke aus dem 18. Jahrhundert, auf einer der Bänke befindet sich die geschnitzte Inschrift „JOHAN S ANNO 1738 SN, S. ZU. B.“ (Schöffe zu Breidscheid). Eine Kommunionbank wurde Mitte des 20. Jahrhunderts von Peter Baur aus Breidscheid als Gesellenstück gefertigt. Der alte Beichtstuhl befindet sich seit  1978 in Wimbach.
Am Westausgang steht ein zweitüriger Aufsatzschrank aus Eiche mit der Jahreszahl 1740. In ihm werden die alten Messgewänder und Messbücher aufbewahrt. Von den ehemals zwei Messbüchern ist heute nur noch ein Messbuch von um 1900 vorhanden. Erhalten ist das Passionskreuz, welches bei Wallfahrten getragen wurde. Die Westtür ist aus Eiche gefertigt und mit eisernen Beschlägen, Türklopfer und massivem Schloss mit schwerem Schlüssel versehen, in der Gesamtheit vermutlich die Originale aus dem Jahr 1630. Noch im Jahre 1830 verfügte die Kapelle über zwei Kelche, darunter einen Silberkelch von 1634, sowie eine Monstranz mit Reliquie. Das Vermögen der Rochus-Kapelle betrug im Jahre 1831 230 Taler.

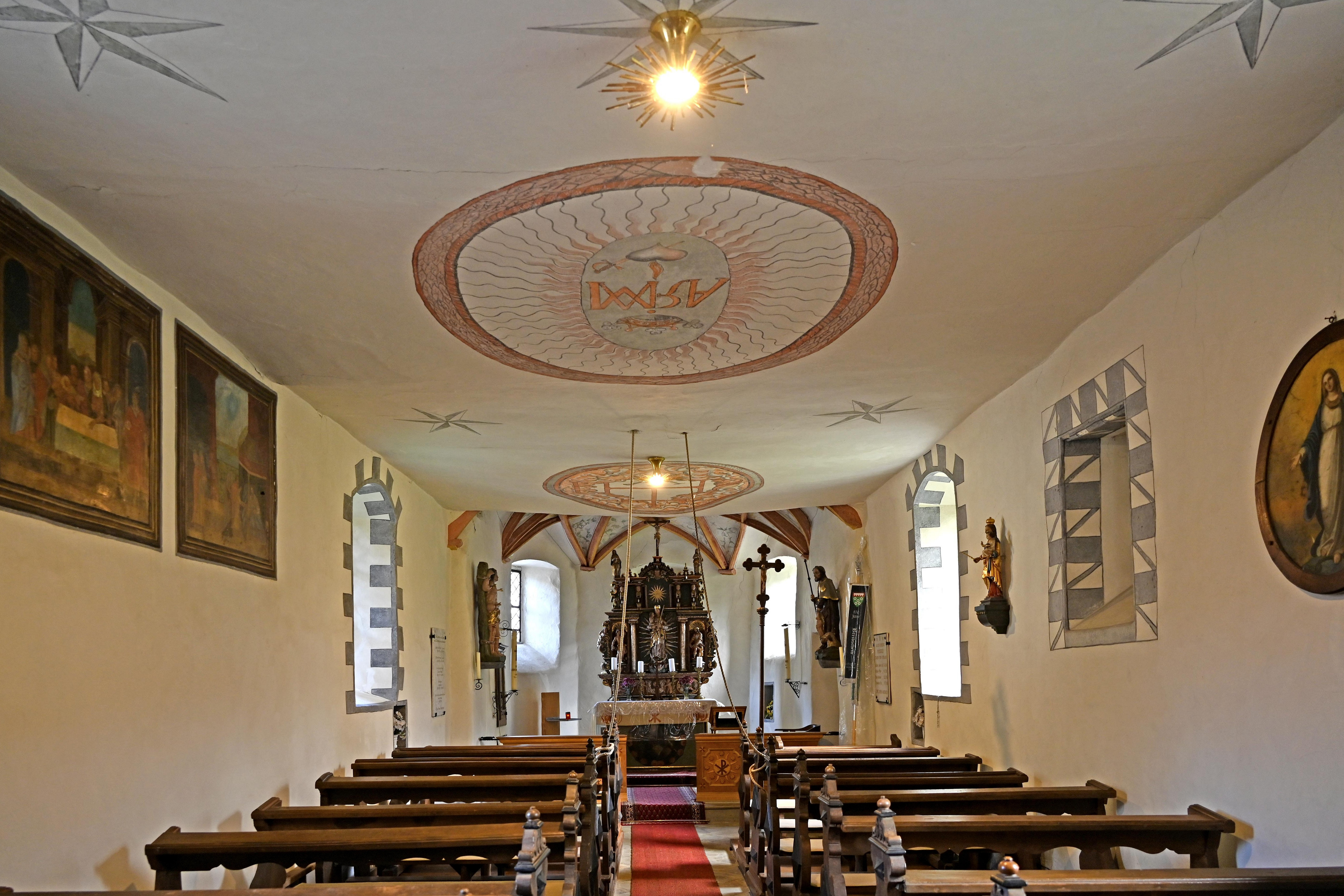
Innenraum
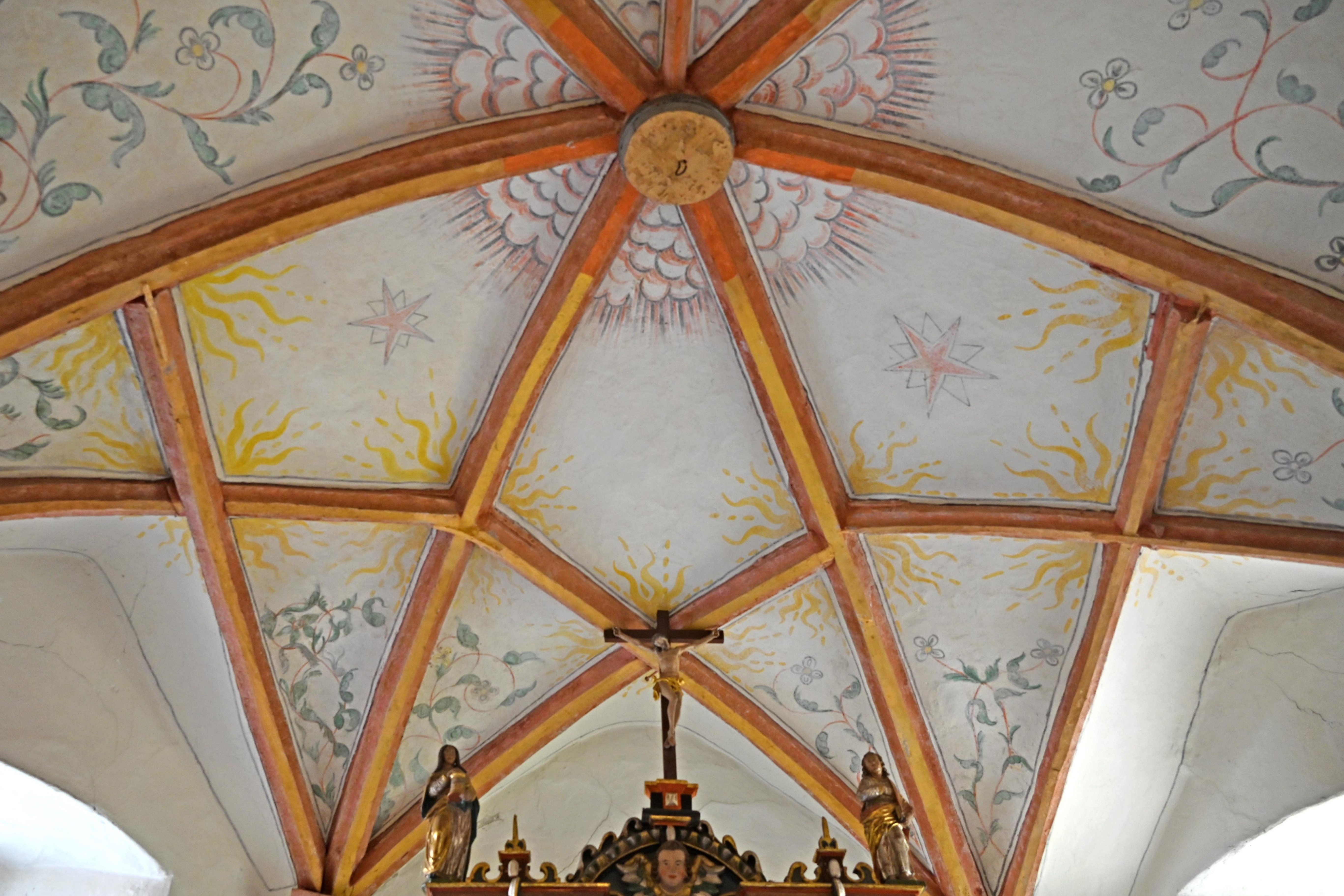
Chorgewölbe
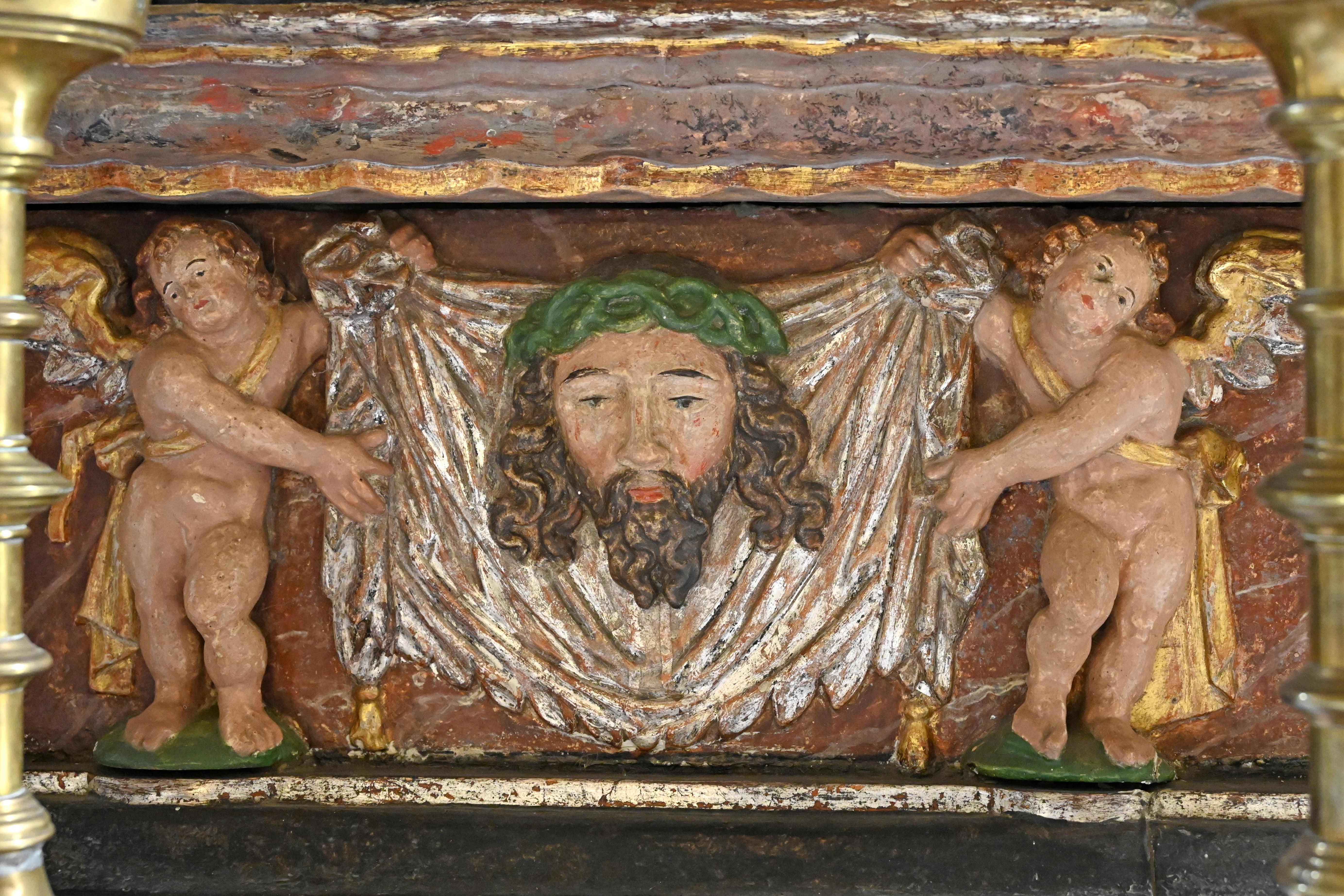
Schweißtuch Christi
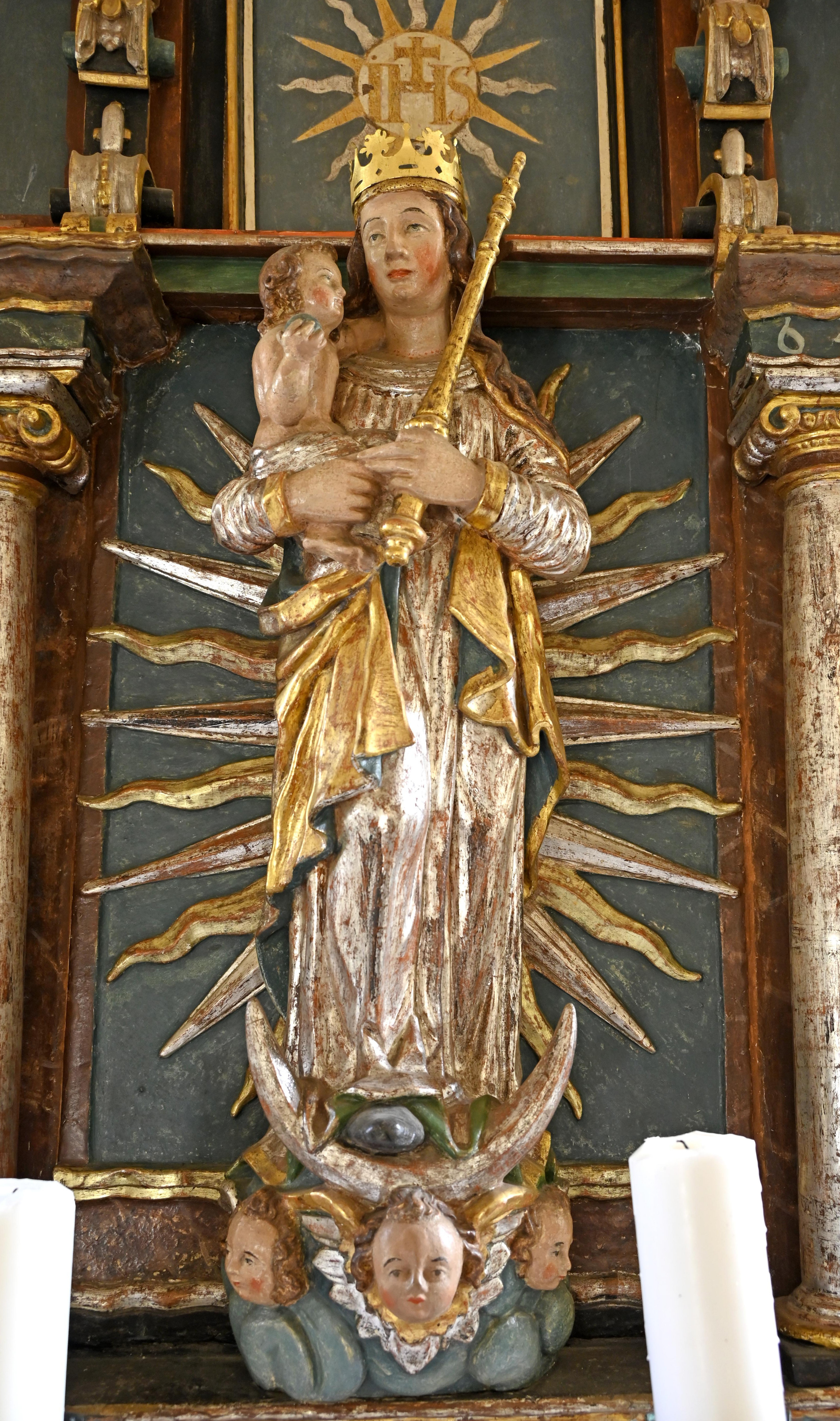
Mondsichel-Madonna
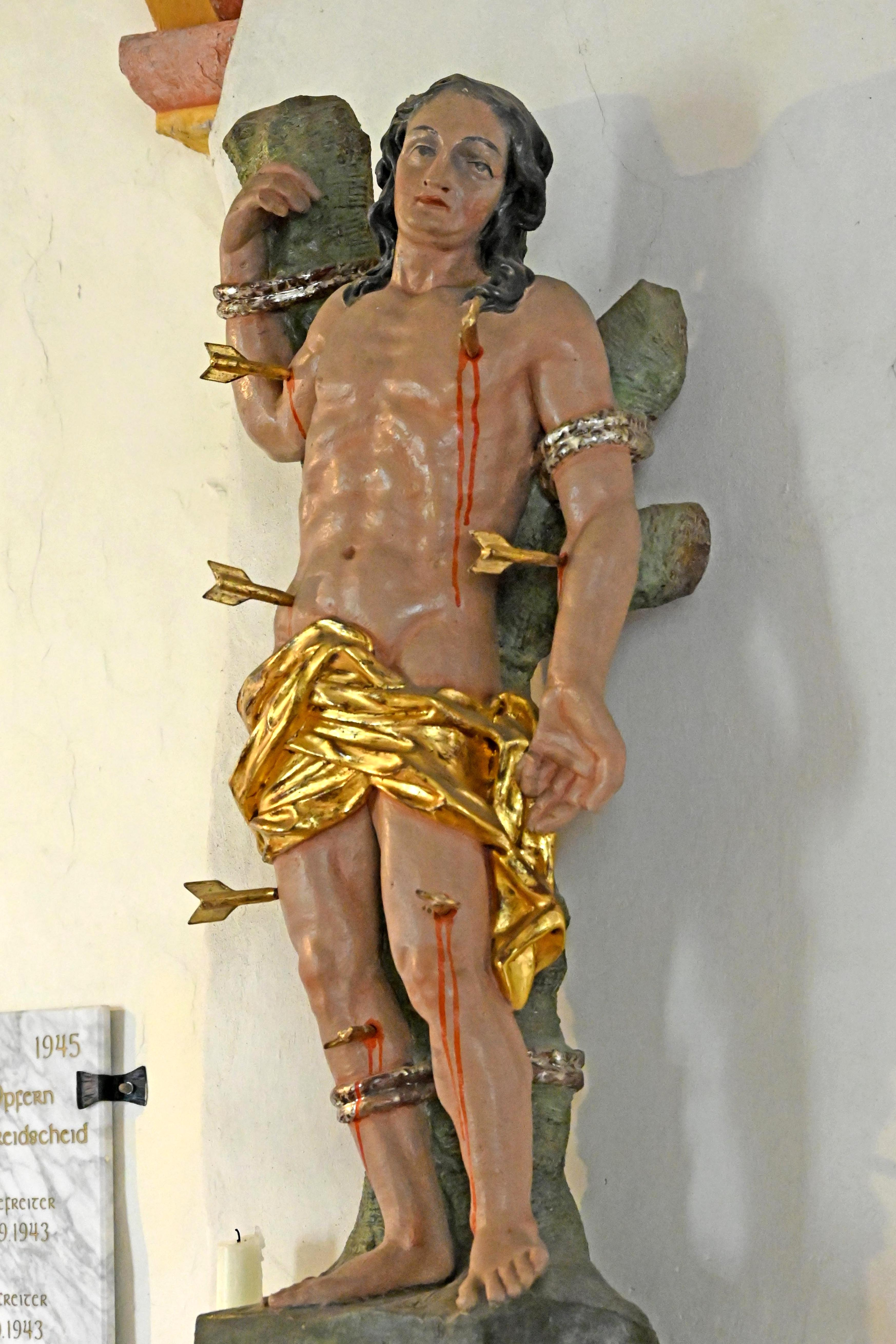
Statue St.Sebastian
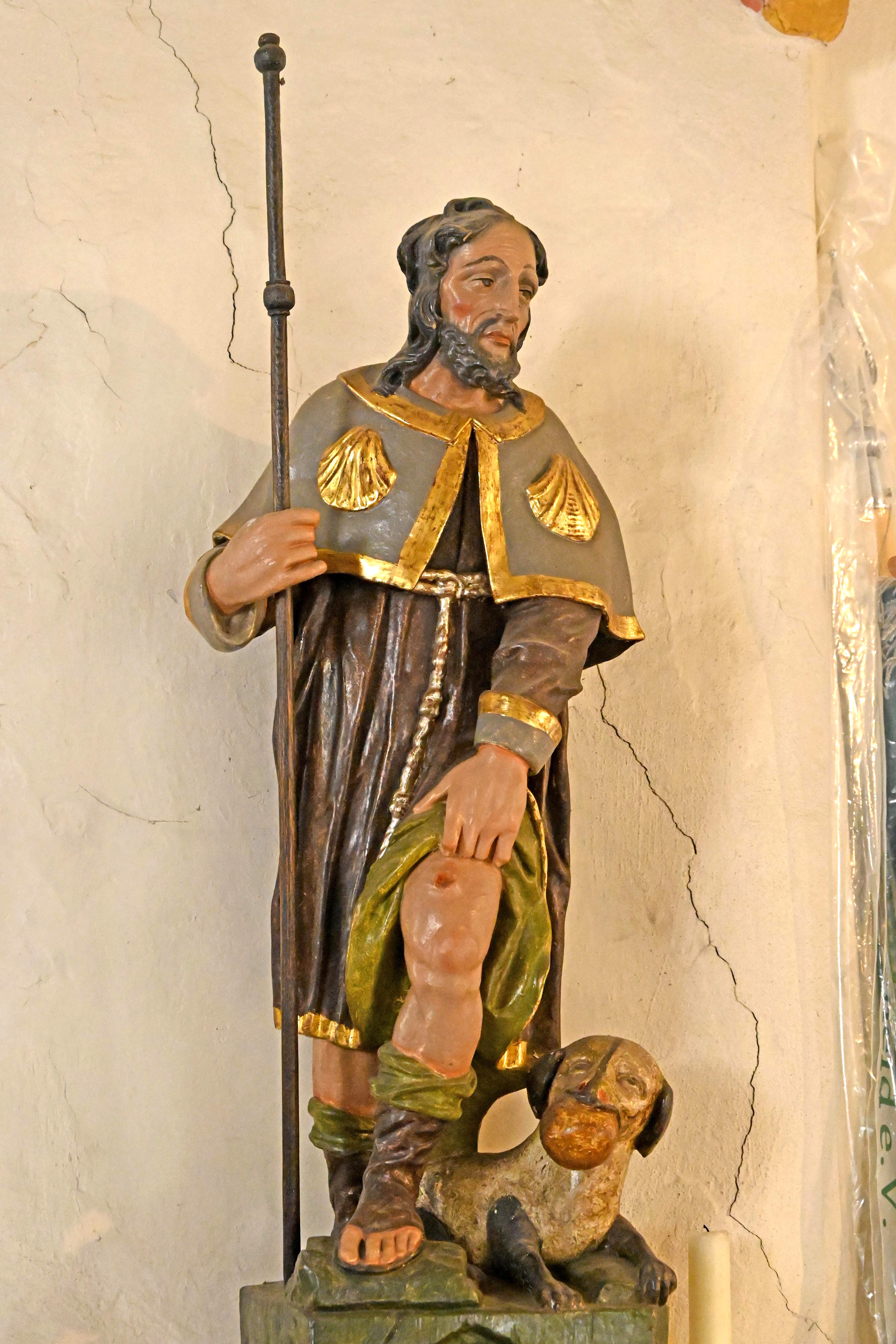
Statue St. Rochus
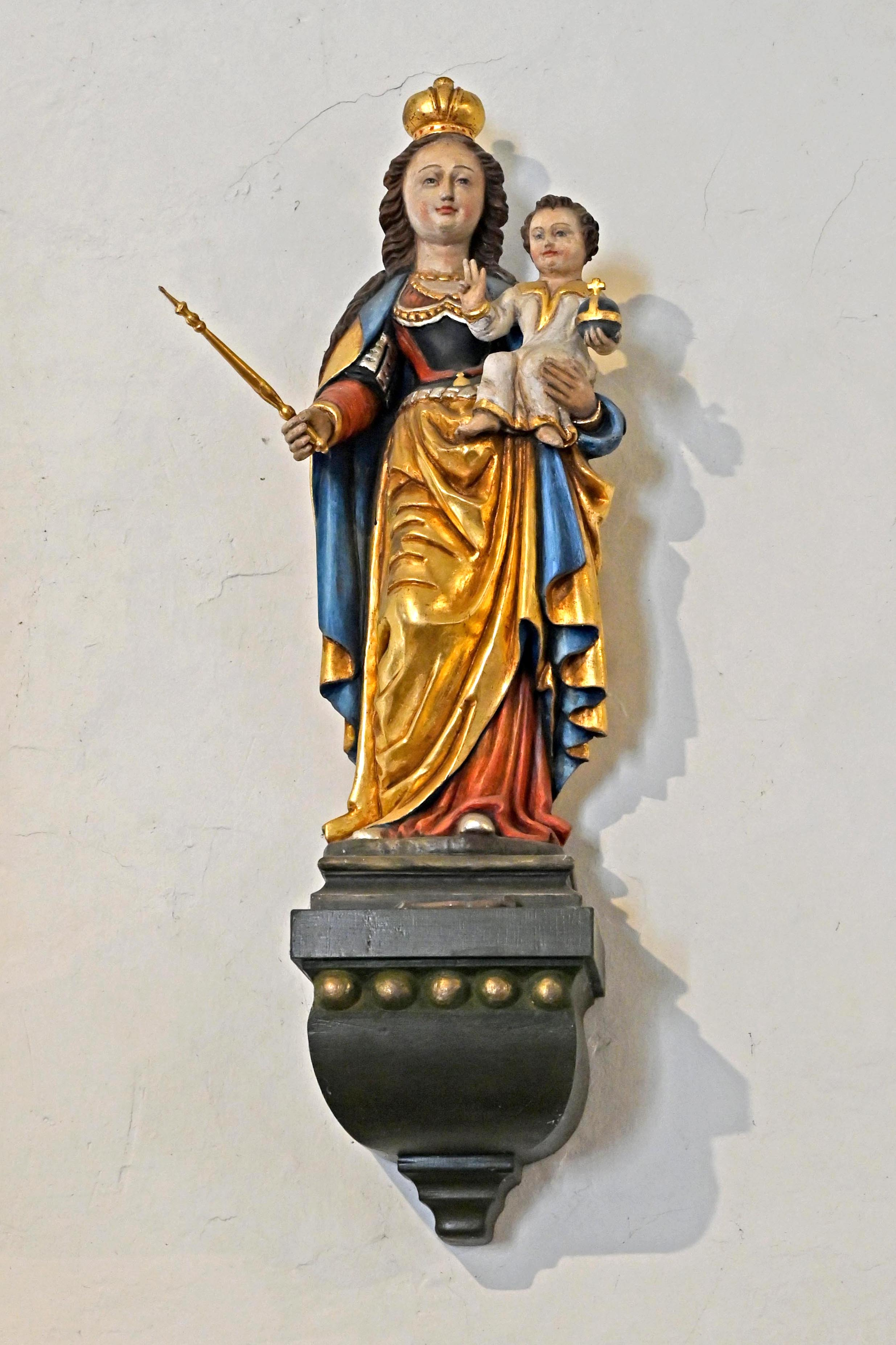
Maria mit Kind (17. Jh.)

## Glocken
Im Turm hängen zwei Glocken aus dem frühen 18. Jahrhundert, 45 cm und 41 cm im Durchmesser, mit den Inschriften „S ROCHUS S. SEBASTIANUS HEISCHEN ICH ANNO 1707“ und „SANCTE DONATE ORA NOBIS ANNO 1764“. Die größte Glocke wurde während des Zweiten Weltkrieges für die Rüstung abmontiert und in den Nachkriegsjahren wieder aufgehängt. Durch einen  Riss war die Glocke jedoch unbrauchbar geworden. Auf Initiative von Bürgermeister Bell wurde eine neue Glocke angeschafft.  Hierzu wurde von einer Fachfirma ein Abdruck der defekten Glocke genommen die anschließend eingeschmolzen wurde und das gewonnene Material für den Neuguss wieder verwendet. Den Betrag von 700 DM brachten hierfür die Breidscheider Bürger auf. Die neue Glocke wurde 1952 geweiht und 1953 im Kapellenturm aufgehängt.

## Renovierungen
Durch die Spende einer Breidscheider Bürgerin im Jahr 1966 erhielt die Kapelle ein neues Dach. Im Jahre 1978 wurde die Kapelle vom Putz befreit und neu hergerichtet. Ein neuer Außen- und Innenanstrich folgten. Ebenso wurden die Figuren, Fresken und Bilder in den ursprünglichen Farbtönen von Fachleuten restauriert. Bei einer erneut notwendigen Renovierung im Jahr 1995 wurden durch den Verein „Heimatfreunde Breidscheid e. V.“ u. a. der Kapellenbrunnen saniert, Teile der Pflasterung erneuert und eine Gittertür am Bildstock über der Eingangstür angebracht.
Ebenfalls durch die Heimatfreunde Breidscheid erfuhr die Kapelle ihre bis dato letzte Renovierung in den Jahren 2003 und 2004. Erhebliche Spenden Breidscheider Bürger und Einsatz von Eigenleistung ermöglichten notwendige Sanierungsarbeiten im Eingangsbereich der Kapelle. Putz- und Anstricharbeiten wurden durchgeführt. Der marode Wetterhahn des Kirchturms wurde vom Breidscheider Hermann Prämaßing neu gefertigt, vergoldet und wieder auf dem Turm angebracht.